# ソイロ・アルモンテ
- ゾイロ・アルモンテ

ソイロ・マヌエル・アルモンテ・リリアーノ（Zoilo Manuel Almonte Liriano, 1989年6月10日 - ）は、ドミニカ共和国サントドミンゴ出身のプロ野球選手（外野手）。右投両打。メキシカンリーグのモンテレイ・サルタンズ所属。

## 経歴

### プロ入りとヤンキース時代

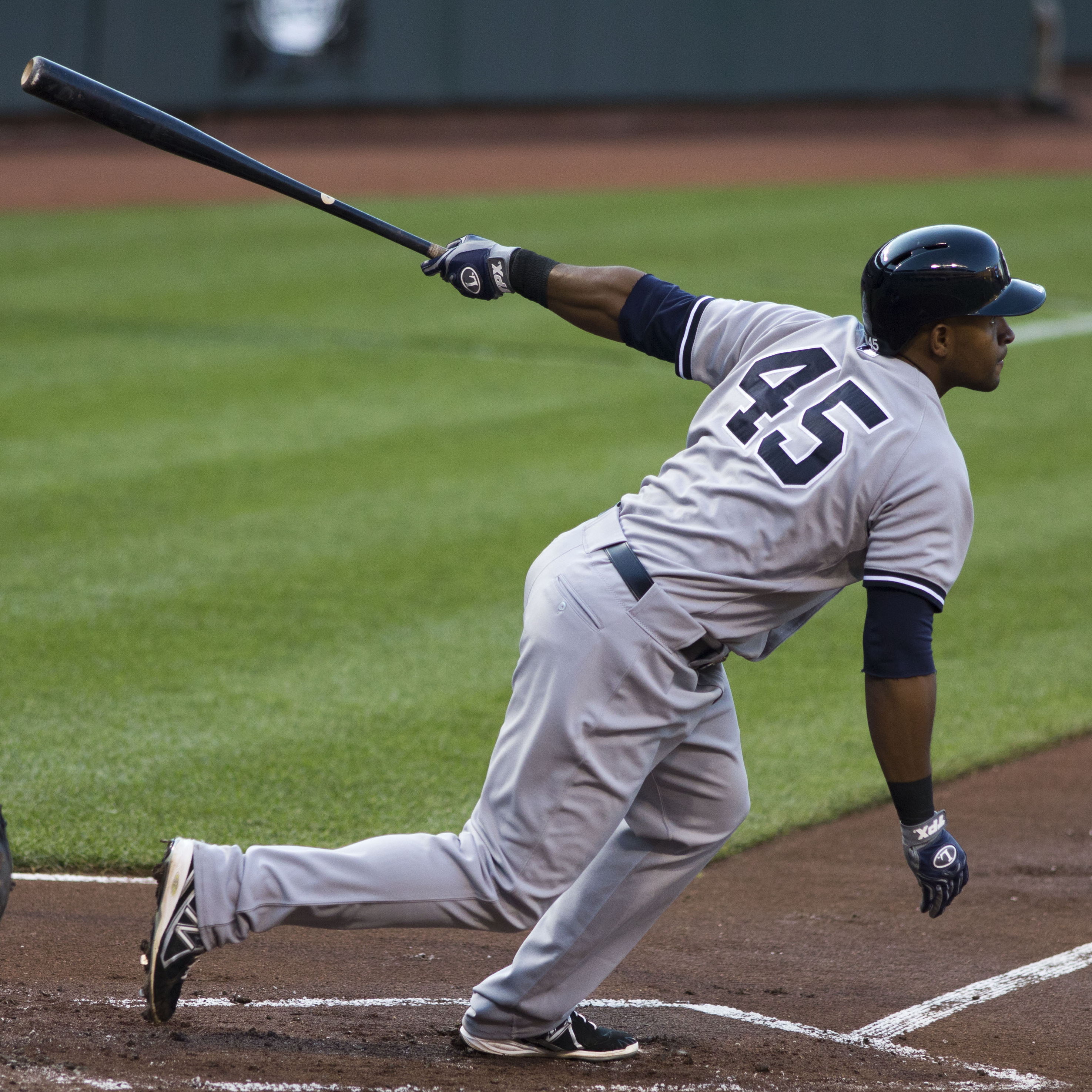
ヤンキース時代(2013年6月29日)

2005年7月2日にニューヨーク・ヤンキースと契約を結んでプロ入り。
2006年は、マイナーリーグのルーキー級ドミニカン・サマーリーグ・ヤンキース1でプロデビュー。53試合に出場し、6本塁打36打点4盗塁、打率.219だった。
2007年はルーキー級ガルフ・コーストリーグ・ヤンキースで50試合に出場し、3本塁打24打点2盗塁、打率.268だった。
2008年はルーキー級ガルフ・コーストリーグで57試合に出場し、5本塁打20打点3盗塁、打率.239だった。
2009年はA-級スタテンアイランド・ヤンキースで69試合に出場し、7本塁打39打点15盗塁、打率.274だった。
2010年はA級チャールストン・リバードッグスで58試合に出場し、10本塁打35打点7盗塁、打率.278だった。6月にA+級タンパ・ヤンキースへ昇格。63試合に出場し、3本塁打26打点8盗塁、打率.261だった。
2011年はA+級タンパで70試合に出場し、12本塁打54打点14盗塁、打率.293だった。7月にAA級トレントンへ昇格。46試合に出場し、3本塁打23打点4盗塁、打率.251だった。オフの11月18日にはルール・ファイブ・ドラフトでの流出を避けるため、ヤンキースとメジャー契約を結んで40人枠入りした。
2012年はAA級トレントンで106試合に出場し、21本塁打70打点15盗塁、打率.277だった。
2013年はAAA級スクラントン・ウィルクスバリ・レイルライダースで68試合に出場し、6本塁打36打点4盗塁、打率.297だった。5月6日にはインターナショナル・リーグの週間MVPを獲得するなど好調を維持していた。6月に入り、ヤンキースは相次ぐ故障者と貧打に悩まされ、特にバーノン・ウェルズ、ケビン・ユーキリス（再故障）、トラビス・ハフナーらの不振は深刻で、アルモンテ昇格時点では6月の月間打率が3割を超えていたのはブレット・ガードナーとイチローのみだった。また、外野手の層がシーズン開幕時とは一転して手薄に陥り、苦肉の策としてそれまでメジャーでも一塁手でのみ起用されていたライル・オーバーベイを外野手に起用すると言った状況が続いていた。そこで、AAA級スクラントン・ウィルクスバリで好調を維持していたアルモンテが6月19日にメジャー昇格を果たした。同日、ロサンゼルス・ドジャースとのダブルヘッダー2試合目の9回に代打で登場したが、サードゴロに倒れている。初ヒットは翌20日のタンパベイ・レイズ戦で、9回にバーノン・ウェルズの代打として登場、カイル・ファーンズワースから三塁ベースに当たるヒットを放った。更に、翌日のレイズ戦では不振を極めていたウェルズが先発から外され、代わりにアルモンテが起用され初の先発出場を果たすと、4打数3安打と活躍。特に6回の第3打席ではロベルト・ヘルナンデスからブルペンに飛び込む本塁打を打ちキャリア初の打点・本塁打、そしてカーテンコールを受けることとなった。7月20日に足首の捻挫により故障者リスト入りし、9月9日に復帰した。
2014年3月26日にAAA級スクラントン・ウィルクスバリへ異動し、開幕をAAA級で迎えた。AAA級では33試合に出場し、6本塁打24打点9盗塁、打率.273とまずまずの成績を残し、5月13日にメジャーへ昇格した。昇格後は9試合に出場したものの、打率.158と結果を残すことができず、6月3日にAAA級へ降格した。7月9日に再びメジャーへ昇格した。昇格後は1試合に出場したが、デリン・ベタンセスやアダム・ウォーレンらリリーフ陣の休養のため、7月13日にブライアン・ミッチェルが昇格し、アルモンテがAAA級へ降格した。9月2日にDFAとなり、オフの10月30日にFAとなった。

### ブレーブス傘下時代
2014年11月10日にアトランタ・ブレーブスとマイナー契約を結んだ。しかし開幕前に解雇され、その後は所属球団がなかった。オフはドミニカ共和国のウィンターリーグでプレー。

### メキシカンリーグ時代
2016年2月1日にリーガ・メヒカーナ・デ・ベイスボルのプエブラ・パロッツと契約。4月12日にトレードでモンテレイ・サルタンズに移籍。同年は打率.285、20本塁打の成績を残した。
2017年は打率.355、15本塁打の成績を残した。

### 第一次中日時代
2017年12月26日に中日ドラゴンズと1年契約、年俸5000万円＋出来高での契約が発表された。背番号は42。以前からNPB球団でのプレーに興味を示していたという。
2018年は3月20日の福岡ソフトバンクホークス戦（福岡ヤフオク!ドーム）で満塁本塁打を放つなど、オープン戦では打率.280、4本塁打、11打点を記録した。3月30日の開幕戦、対広島東洋カープ戦（MAZDA Zoom-Zoom スタジアム広島）で、「3番・左翼手」として先発出場して、NPB公式戦に初出場。開幕当初は守備面での不安を示した話題が先行したが、その後は打撃面で日本野球への適応をアピール。4月8日の対阪神タイガース戦（京セラドーム大阪）で4安打4打点の活躍で勝利に貢献すると、その試合を皮切りに6試合連続打点を記録。4月12日の対東京ヤクルトスワローズ戦（ナゴヤドーム）では、左打席から右翼スタンド5階席への特大の2ラン本塁打を放った。開幕15試合（4月15日の試合の終了時点）を終えて、打率.407（リーグ2位。24安打はリーグ1位）、4本塁打（リーグ2位）、15打点（リーグ1位）の好成績を挙げて、特に得点圏打率については.625（16打数10安打）という勝負強さでクラッチヒッターぶりを示して、鮮烈な開幕ダッシュを決めた。5月は全25試合に3番打者として出場し、打率.371、5本塁打、21打点（リーグ2位タイ）、36安打（リーグ1位）と好成績を残した。また、23試合で安打、10試合で複数安打を記録した。これらの活躍から、セントラル・リーグ打者部門の月間MVPを受賞した。7月21日の東京ヤクルトスワローズ戦（明治神宮野球場）で左手首痛を起こしたため7月22日に出場選手登録を抹消されたが、8月1日に一軍に復帰すると、8試合連続安打を記録した。左手首痛の影響で一時的に調子を落とした時期もあったが、9月11日の阪神タイガース戦（阪神甲子園球場）では、1回に先制の13号3点本塁打、9回に逆転の2点適時打を放ち、来日後自己最多となる5打点を記録した。最終的に、打率.321（リーグ5位）、15本塁打、77打点（リーグ10位タイ）でシーズンを終えた。また、リーグ1位タイとなる37本の二塁打を記録した。
2019年は開幕スタメンだったが14打数無安打と打撃不振に陥った。その後、福田永将と左翼手のポジション争いをしていたが、得点圏打率が1割未満と苦しみ、更に外国人枠の関係もあって、4月25日に登録抹消された。その後、二軍暮らしが続いたが、7月6日に一軍に昇格すると、代打として出場。その後は「3番・左翼手」に定着した。しかし、8月13日の対阪神戦で右太ももを痛め、シーズン中の復帰は絶望となった。オフに球団が育成契約の打診をしていることが判明したが、結局は支配下選手のまま残留することが決定した。
2020年は、6月30日の阪神戦（ナゴヤドーム）で能見篤史からNPBでは自身初となる満塁本塁打を放ったが、左脇腹痛のため7月3日に出場選手登録を外れた。8月11日の広島との二軍戦（ナゴヤ球場）で実戦に復帰し、同月14日に一軍に昇格した。昇格当日に出場した対巨人戦（東京ドーム）では、NPBで初めて右翼手を任された。10月は打率.419（43打数18安打）、1本塁打、7打点と打撃好調だった。9月19日の阪神戦から10月15日の同カードまで21試合連続安打（9月8日の読売ジャイアンツ戦からは30試合連続出塁）を続けていたが、10月15日の試合で第1打席に右前安打を放った後、5回の守備で足の違和感を訴えて途中交代し、16日に一軍出場選手登録を抹消された。同年は打率.294、9本塁打、29打点を記録したが、故障の影響で62試合の出場に留まり、11月8日にエンニー・ロメロ、サンディ・ブリトー、モイセ・シエラ、ルイス・ゴンサレスと共に翌年の契約を結ばないことが球団より発表された。
第一次中日時代は3年間で打率.316、31本塁打、131打点を記録した。

### KTウィズ時代
2020年12月23日、KBOリーグのKTウィズと契約した。登録名は알몬테（アルモンテ）。
2021年6月26日、KTよりウェイバー公示され退団した。

### 第二次サルタンズ時代
2022年1月31日、リーガ・メヒカーナ・デ・ベイスボルの古巣サルタンズと契約した。90試合の出場で打率.322、27本塁打、95打点を記録していた。

### 第二次中日時代
2022年11月22日、古巣中日と2023年シーズンの契約を結んだことが発表された。3年ぶりの復帰となる。背番号は96。
第一次中日時代にコーチだった中村武志は、2023年シーズンの中日復帰が決まった際に「僕は大好きですよ。人としては最高に好き。本当に良い人」と人柄を高く評価しつつ、「長打力はそんなには期待できない。守備力もそんなには」と選手としてはあまり評価しておらず「アルモンテさんは最初、バッティングコーチかなと思って。臨時コーチかなんかでくるのかなと」と選手として中日に復帰するのが信じられなかったかのような反応を示していた。
シーズンでは28試合の出場で打率.189、1本塁打、2打点にとどまり、シーズン終了後に戦力外通告を受けて退団した。

### 第三次サルタンズ時代
2024年1月17日、モンテレイ・サルタンズへ復帰することが発表された。

## 選手としての特徴・人物
日本球界入り当初の評価は、「中距離打者タイプのスイッチヒッター」であった。
NPBでは主に左翼手でプレーしているが、MLB（マイナーリーグ時代を含む）、リーガ・メヒカーナ・デ・ベイスボルでは中堅手、右翼手でのプレー経験がある（外部リンクの節を併せて参照）。2020年シーズン中は報道でも余りの拙守に守備を不安視されていた。
鈍足も弱点で、事実としてMLB、NPB、KBOのいずれでも三塁打を1本も記録していない。
尊敬する人物は、アギラス・シバエーニャスでチームメイトだったこともあるマニー・ラミレス。
愛称はマルティージョ（スペイン語で「ハンマー」を表す）。独特のあごひげが特徴で、中日では「あごひげのスイッチ砲」と呼ばれて親しまれている。しかしプロ入り当初はニューヨーク・ヤンキース（またはその傘下のマイナーリーグのチーム）に所属していたため、ひげを剃り続けなければいけないことに苦痛を感じていたという。トレードマークのあごひげは、リーガ・メヒカーナ・デ・ベイスボル所属の2年目のシーズンである2017年シーズンから伸ばし始めて、そのシーズンでは打撃成績を大きく伸ばしたことから、本人曰く「幸運のヒゲ」と呼んでおり、中日入団の理由の一つが「ひげを伸ばし続ける」ことの許可が得られたことであったという。

## 詳細情報

### 年度別打撃成績
| 年 度    | 球 団    | 試 合 | 打 席 | 打 数 | 得 点 | 安 打 | 二 塁 打 | 三 塁 打 | 本 塁 打 | 塁 打 | 打 点 | 盗 塁 | 盗 塁 死 | 犠 打 | 犠 飛 | 四 球 | 敬 遠 | 死 球 | 三 振 | 併 殺 打 | 打 率 | 出 塁 率 | 長 打 率 | O P S |
| -------- | -------- | ----- | ----- | ----- | ----- | ----- | -------- | -------- | -------- | ----- | ----- | ----- | -------- | ----- | ----- | ----- | ----- | ----- | ----- | -------- | ----- | -------- | -------- | ----- |
| 2013     | NYY      | 34    | 113   | 106   | 9     | 25    | 4        | 0        | 1        | 32    | 9     | 3     | 1        | 0     | 1     | 6     | 0     | 0     | 19    | 2        | .236  | .274     | .302     | .576  |
| 2014     | NYY      | 13    | 36    | 36    | 2     | 5     | 0        | 0        | 1        | 8     | 3     | 1     | 0        | 0     | 0     | 0     | 0     | 0     | 14    | 1        | .139  | .139     | .222     | .361  |
| 2018     | 中日     | 132   | 546   | 498   | 56    | 160   | 37       | 0        | 15       | 242   | 77    | 1     | 1        | 0     | 3     | 44    | 1     | 1     | 95    | 16       | .321  | .375     | .486     | .861  |
| 2019     | 中日     | 49    | 174   | 164   | 19    | 54    | 8        | 0        | 7        | 83    | 25    | 0     | 1        | 0     | 1     | 8     | 1     | 1     | 37    | 6        | .329  | .362     | .506     | .868  |
| 2020     | 中日     | 62    | 247   | 214   | 32    | 63    | 9        | 0        | 9        | 99    | 29    | 1     | 0        | 0     | 1     | 30    | 2     | 2     | 42    | 9        | .294  | .385     | .463     | .847  |
| 2021     | KT       | 60    | 250   | 225   | 18    | 61    | 9        | 0        | 7        | 91    | 36    | 1     | 0        | 0     | 2     | 22    | 0     | 1     | 50    | 9        | .271  | .336     | .404     | .740  |
| 2023     | 中日     | 28    | 54    | 53    | 3     | 10    | 1        | 0        | 1        | 14    | 2     | 0     | 0        | 0     | 0     | 1     | 0     | 0     | 18    | 2        | .189  | .204     | .264     | .468  |
| MLB：2年 | MLB：2年 | 47    | 149   | 142   | 11    | 30    | 4        | 0        | 2        | 40    | 12    | 4     | 1        | 0     | 1     | 6     | 0     | 0     | 33    | 3        | .211  | .242     | .282     | .523  |
| NPB：4年 | NPB：4年 | 271   | 1021  | 929   | 110   | 287   | 55       | 0        | 32       | 438   | 133   | 2     | 2        | 0     | 5     | 83    | 4     | 4     | 192   | 33       | .309  | .366     | .471     | .838  |
| KBO：1年 | KBO：1年 | 60    | 250   | 225   | 18    | 61    | 9        | 0        | 7        | 91    | 36    | 1     | 0        | 0     | 2     | 22    | 0     | 1     | 50    | 9        | .271  | .336     | .404     | .740  |

- 2023年度シーズン終了時
- 各年度の太字はリーグ最高

### 年度別守備成績
| 年 度 | 球 団 | 左翼（LF） | 左翼（LF） | 左翼（LF） | 左翼（LF） | 左翼（LF） | 左翼（LF） | 右翼（RF） | 右翼（RF） | 右翼（RF） | 右翼（RF） | 右翼（RF） | 右翼（RF） | 外野  | 外野  | 外野  | 外野  | 外野  | 外野     |
| 年 度 | 球 団 | 試 合      | 刺 殺      | 補 殺      | 失 策      | 併 殺      | 守 備 率   | 試 合      | 刺 殺      | 補 殺      | 失 策      | 併 殺      | 守 備 率   | 試 合 | 刺 殺 | 補 殺 | 失 策 | 併 殺 | 守 備 率 |
| ----- | ----- | ---------- | ---------- | ---------- | ---------- | ---------- | ---------- | ---------- | ---------- | ---------- | ---------- | ---------- | ---------- | ----- | ----- | ----- | ----- | ----- | -------- |
| 2013  | NYY   | 25         | 49         | 0          | 0          | 0          | 1.000      | 3          | 7          | 0          | 0          | 0          | 1.000      | -     | -     | -     | -     | -     | -        |
| 2014  | NYY   | 6          | 13         | 1          | 0          | 0          | 1.000      | 4          | 6          | 0          | 0          | 0          | 1.000      | -     | -     | -     | -     | -     | -        |
| 2018  | 中日  | -          | -          | -          | -          | -          | -          | -          | -          | -          | -          | -          | -          | 122   | 178   | 5     | 3     | 0     | .984     |
| 2019  | 中日  | -          | -          | -          | -          | -          | -          | -          | -          | -          | -          | -          | -          | 43    | 61    | 0     | 0     | 0     | 1.000    |
| 2020  | 中日  | -          | -          | -          | -          | -          | -          | -          | -          | -          | -          | -          | -          | 59    | 77    | 2     | 0     | 0     | 1.000    |
| 2021  | KT    | 35         | 52         | 1          | 2          | 0          | .964       | -          | -          | -          | -          | -          | -          | -     | -     | -     | -     | -     | -        |
| 2023  | 中日  | -          | -          | -          | -          | -          | -          | -          | -          | -          | -          | -          | -          | 11    | 13    | 0     | 1     | 0     | .929     |
| MLB   | MLB   | 31         | 62         | 1          | 0          | 0          | 1.000      | 7          | 13         | 0          | 0          | 0          | 1.000      | -     | -     | -     | -     | -     | -        |
| NPB   | NPB   | -          | -          | -          | -          | -          | -          | -          | -          | -          | -          | -          | -          | 235   | 329   | 7     | 4     | 0     | .988     |
| KBO   | KBO   | 35         | 52         | 1          | 2          | 0          | .964       | -          | -          | -          | -          | -          | -          | -     | -     | -     | -     | -     | -        |

- 2023年度シーズン終了時

### 表彰
- 月間MVP：1回（打者部門：2018年5月[25][26]）

### 記録
NPB初記録
- 初出場・初先発出場：2018年3月30日、対広島東洋カープ1回戦（MAZDA Zoom-Zoom スタジアム広島）、「3番・左翼手」として先発出場[17]
- 初打席：同上、1回表に野村祐輔から遊飛[69]
- 初安打：同上、6回表に野村祐輔から右前安打[17][70]
- 初打点・初本塁打：2018年3月31日、対広島東洋カープ2回戦（MAZDA Zoom-Zoom スタジアム広島）、8回表に一岡竜司から右越ソロ[71][72][73]
- 初盗塁：2018年7月4日、対阪神タイガース13回戦（阪神甲子園球場）、3回表に二盗（投手：藤浪晋太郎、捕手：梅野隆太郎）

### 背番号
- 45（2013年）
- 63（2013年）
- 24（2014年）
- 18（2016年 - 2017年）
- 42（2018年 - 2020年）
- 4（2021年）
- 96（2023年）

### 登場曲
- 『Bye Bye』Mozart La Para ft. Liro Shaq and Chimbala（2018年）
- 『新宝島』サカナクション（2018年シーズン途中）
  - 大のドラゴンズファンである、ロックバンド・サカナクションの山口一郎が提供を願い出たことから、一時期使用していた[74]。
- 『Culpables』Ala Jaza（2019年）